# Schleswig-Holstein-Sonderburg-Plön

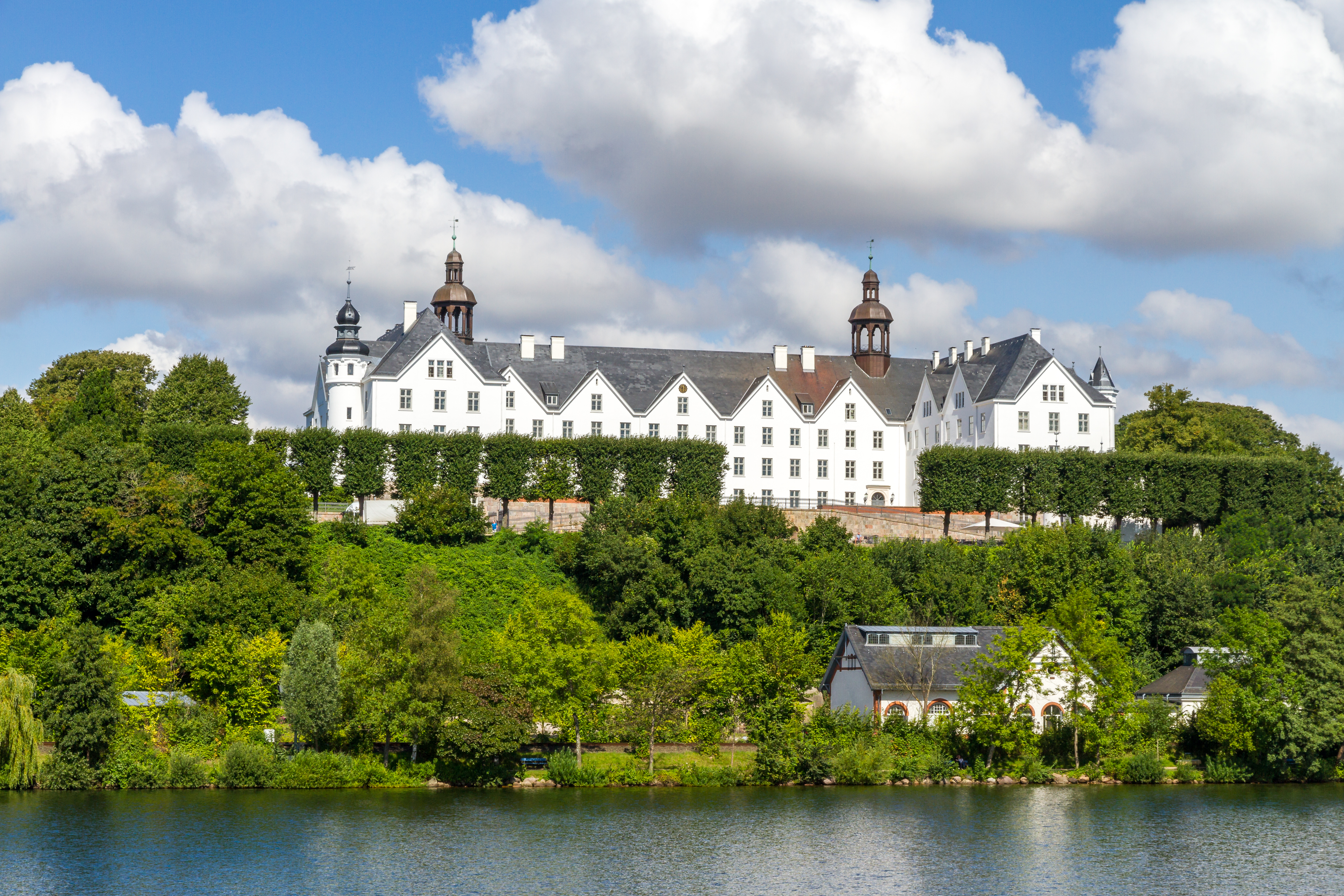
Das Plöner Schloss, Residenz des einstigen Herzogtums

Das Herzogtum Schleswig-Holstein-Sonderburg-Plön, auch Schleswig-Holstein-Plön, Holstein-Plön oder nur Herzogtum Plön, war ein kleines Teilherzogtum, das im Wege der Realteilung des Herzogtums Schleswig-Holstein-Sonderburg entstand und dessen nachwirkende Bedeutung heute hauptsächlich in der Errichtung des Plöner Schlosses besteht. Das Herzogtum Plön war kein Territorialherzogtum, sondern ein Teilherzogtum innerhalb des Staatengefüges der Herzogtümer Schleswig und Holstein. Das territorial verstreute Herrschaftsgebiet lag größtenteils im Südosten des heutigen Lands Schleswig-Holstein.

## Das Herzogtum Plön

### Geschichte

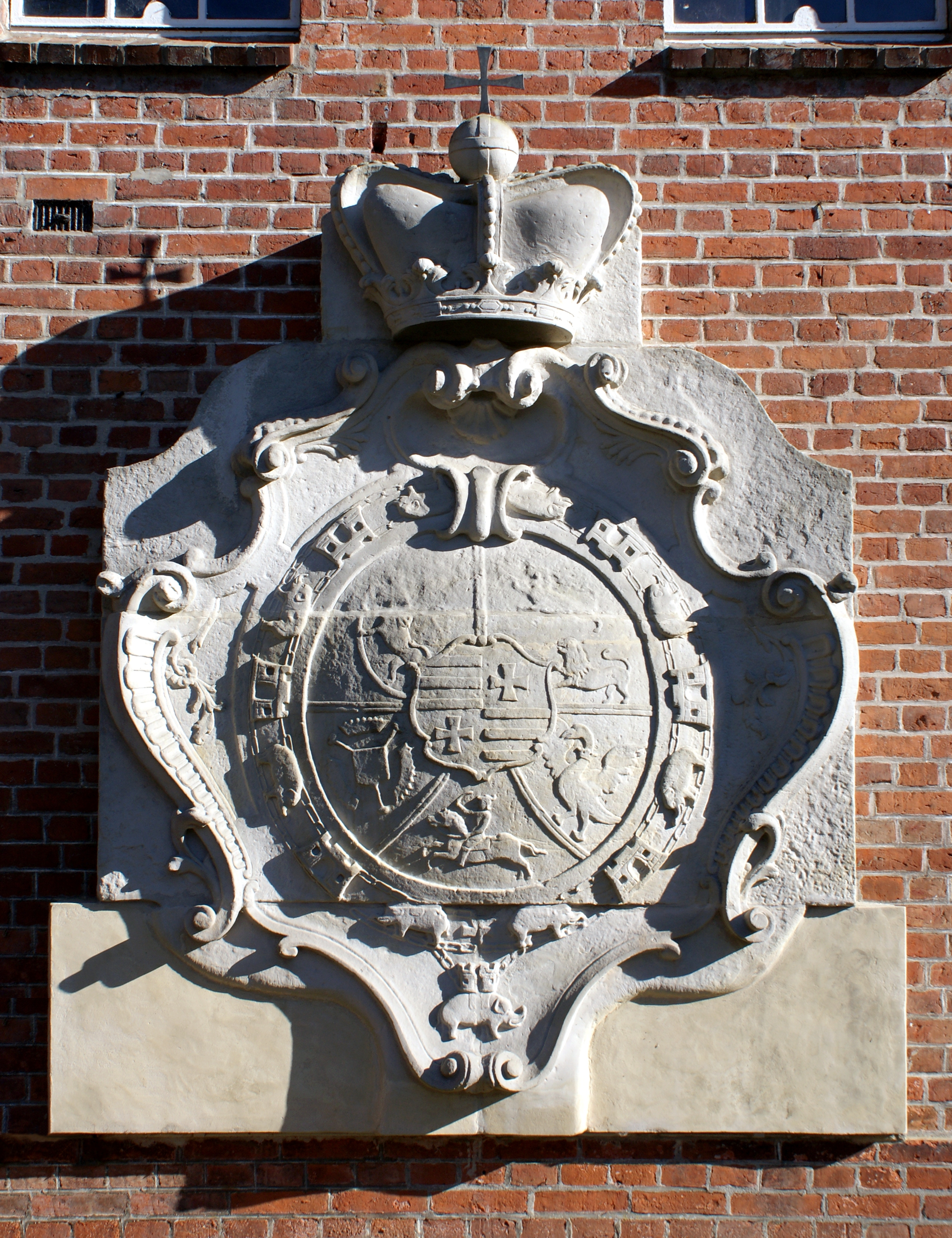
Das Plöner Wappen ist vom Elefanten-Orden gerahmt, die Krone mit dem Reichsapfel verweist auf die königlich-dänische Abstammung (Relief aus dem Giebelfeld des Schlosses Traventhal)

Das Herzogtum entstand aufgrund einer testamentarischen Verfügung von Herzog Johann III. aus dem Hause Schleswig-Holstein-Sonderburg mit dessen Ableben im Jahr 1622, dies unter Missachtung des durch den Vertrag von Ripen begründeten Verbots jeglicher willkürlicher Landesteilung in Schleswig-Holstein. Die Plöner Herzöge wurden so zu sogenannten Abgeteilten Herren. Neben Schleswig-Holstein-Plön entstanden aufgrund dieses Testaments in Schleswig-Holstein noch vier weitere kleine Teilherzogtümer im Wege der Realteilung.
Den ihm 1633 bereits angefallenen Anteil am Herzogtum Schleswig-Holstein-Ærø verkaufte der erste Plöner Herzog sogleich an seine weiteren Brüder, die so ihre gleichen Anteile an der Insel Ærø erhöhten. 1669 erhielt das Herzogtum Schleswig-Holstein-Plön das Territorium des weiteren Teilherzogtums Schleswig-Holstein-Sonderburg-Norburg, bestehend aus dem nördlichen Teil der Insel Alsen, hinzu. Dieser von Plön entfernt liegende Teil des Herzogtums wurde im Zuge einer weiteren Realteilung als Linie Plön-Norburg verselbstständigt, die allerdings ihrerseits bereits 1706 wieder mit Plön zusammengeführt wurde. 1671 wurde durch weitere Realteilung nach dem Tod von Herzog Joachim Ernst unter seinem zweitgeborenen Sohn Herzog Joachim Ernst das Herzogtum gleichen Namens um den Ort Rethwisch gegründet, das 1729 auf die erstgeborene Linie zurückfiel.
Im Jahr 1700 wurde auf der zum Plöner Herzogtum gehörenden Residenz Schloss Traventhal bei Segeberg der Frieden von Traventhal geschlossen.
1704 starben sowohl Herzog Johann Adolf als auch sein Sohn und Erbe Adolf August, dessen Sohn Leopold August das Herzogtum zwar formell erbte, aber bereits 1706 im Kindesalter starb. Das Herzogtum ging so an den aus der Norburger Linie stammenden Joachim Friedrich über. Dieser starb 1722 kinderlos. Der eigentliche Erbe war nun Johann Ernst aus der Linie Schleswig-Holstein-Plön-Rethwisch, seine Bestätigung wurde aber durch den dänischen König Christian V. abgelehnt, da Johann Ernst in spanischen Diensten zum Granden ernannt wurde und zum Katholizismus konvertierte. 1723 bestätigte der deutsche Kaiser die Ansprüche der Linie Rethwisch, der Nachkomme des zweiten Sohn Herzog Augusts, des 1706 verstorbenen Christian Karl, wurde als Herzog nicht anerkannt. Der Rechtsstreit zog sich allerdings über mehrere Jahre hin und am 24. Mai 1729 starb der Herzog von Rethwisch ohne leibliche Erben, womit Plön nun an den Sohn Christian Karls fiel. Friedrich Karl, der während des Rechtsstreits durch den dänischen König unterstützt wurde, verzichtete zum Dank auf den Besitz Norburg, der damit an Friedrich IV. fiel.
Da der letzte Plöner Herzog Friedrich Karl keine legitimen Erben besaß, stellte er 1756 das sogenannte Plönische Successionstraktat aus, mit dem er den dänischen König zum Erben des Besitzes ernannte. Im Gegenzug wurde ihm durch Friedrich V. eine Übernahme aller Schulden zugesichert. Nach dem Tode des Herzogs ging der Plöner Besitz vertragsgemäß an das dänische Königshaus, das so der Vollendung des Gesamtstaats näher kam. Die Besitzungen wurden eingezogen und die Plöner Schlösser in Reinfeld, Ahrensbök und Rethwisch in der Folge abgebrochen. Dies geschah sowohl aus wirtschaftlichen – das Königshaus verfügte über genug Residenzen im Kernland –, als auch aus politischen Gründen, denn Dänemark signalisierte so ein nahendes Ende der territorialen Zersplitterung Schleswig-Holsteins, die mit dem Vertrag von Zarskoje Selo und der Vollendung des Gesamtstaats ihren Abschluss fand.

### Liste der Herzöge von Schleswig-Holstein-Sonderburg-Plön
| Regierungszeit | Name              | Bemerkung |
| -------------- | ----------------- | --- |
| 1622–1671      | Joachim Ernst     | Begründer des Herzogtums; sein erster Sohn erbte Plön, sein zweiter Sohn wurde Herzog von Norburg, seit dritter Sohn Herzog von Rethwisch |
| 1671–1704      | Hans Adolf        | Sohn Joachim Ernsts. Sein Sohn Adolf August starb ebenfalls 1704                                                                          |
| (1704–1706)    | Leopold August    | Enkel Hans Adolfs, geboren 1702, starb noch im Kindesalter ohne je regiert zu haben                                                       |
| 1706–1722      | Joachim Friedrich | Neffe von Hans Adolf, entstammte der Norburger Nebenlinie                                                                                 |
| 1729–1761      | Friedrich Karl    | Neffe Joachim Friedrichs. Der letzte Plöner Herzog; er regierte bedingt durch einen Erbstreit mit der Rethwischer Linie erst ab 1729      |

## Bekannte Mitglieder
- Bernhard von Schleswig-Holstein-Sonderburg-Plön (1639–1676), deutsch-dänischer General
- Dorothea Sophie von Schleswig-Holstein-Sonderburg-Plön (1692–1765), Tochter des Herzogs Johann Adolf von Schleswig-Holstein-Plön

## Topografie

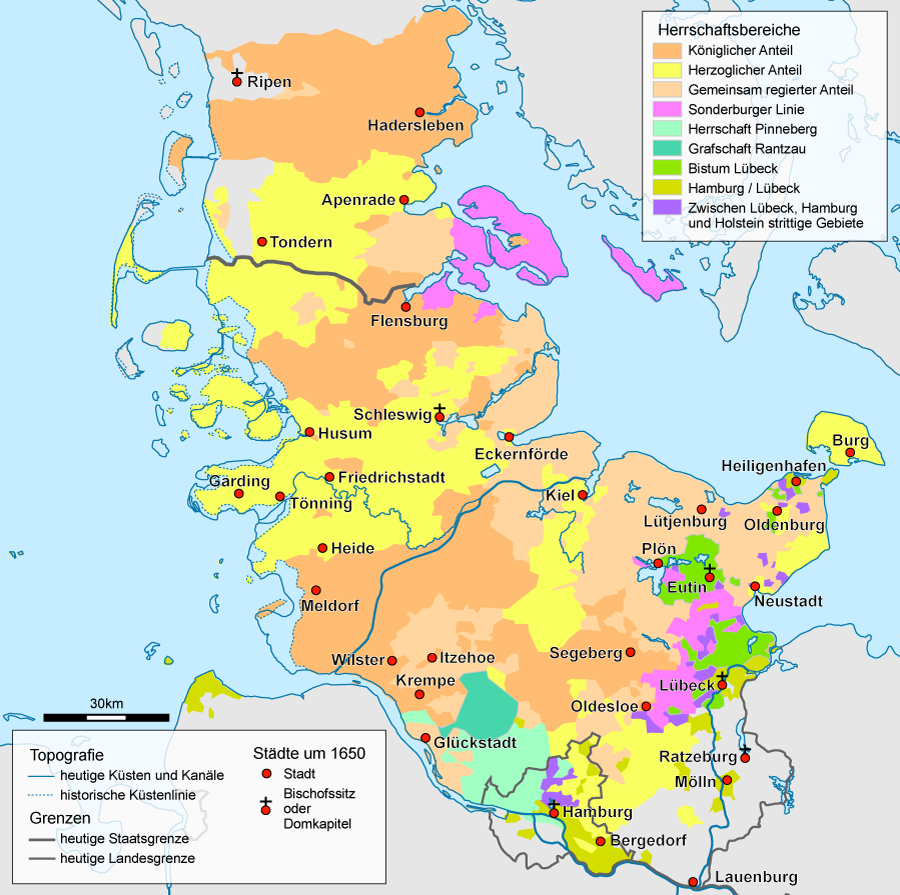
Schleswig und Holstein um 1650. Das Herzogtum Plön ging aus dem Sonderburger Anteil hervor, sein Territorium im südöstlichen Holstein wurde aus mehreren einzelnen Gebieten zwischen Plön und Oldesloe gebildet.

### Gliederung
Territorialer Kernbestandteil von Schleswig-Holstein-Plön waren die Ämter Ahrensbök und Reinfeld, entstanden nach der Reformation durch die Vereinnahmung der ehemaligen Klöster Ahrensbök und Reinfeld. Durch Gebietszu- und -verkäufe veränderte sich die Größe des Herzogtums jedoch mehrfach. In der Mitte des 18. Jahrhunderts umfasste es weitgehend die folgenden Verwaltungseinheiten, die zum Teil mit den heutigen Städten und Gemeinden gleichen Namen identisch sind:
- Stadt und Amt Plön
- Amt Ahrensbök
- Amt Reinfeld
- Amt Traventhal
- Amt Rethwisch

### Residenzen
Die Residenz befand sich von 1623 bis 1636 in Ahrensbök auf dem dort anstelle der früheren Baulichkeiten der Kartause errichteten Schlosses Hoppenbrook. Danach wurde sie mit der Fertigstellung des Plöner Schlosses nach Plön verlegt, das so sein Gepräge als kleine norddeutsche Residenzstadt erhielt. Weitere Residenzen der Plöner Herzöge fanden sich in Reinfeld und Rethwisch sowie in Traventhal.